# Dyscheralcis
Dyscheralcis is een geslacht van vlinders van de familie spanners (Geometridae), uit de onderfamilie Ennominae.

## Soorten
- D. crimnodes Turner, 1917
- D. retroflexa Prout, 1916